# Adelopteromyia spinosa
Adelopteromyia spinosa är en tvåvingeart som beskrevs av Borgmeier 1960. Adelopteromyia spinosa ingår i släktet Adelopteromyia och familjen puckelflugor. Inga underarter finns listade i Catalogue of Life.